# The World’s Greatest Jazz Band
The World’s Greatest Jazz Band war eine erfolgreiche Tourneeband unter der Leitung von Yank Lawson und Bob Haggart, die zwischen 1968 und 1978 traditionellen Jazz spielte.
Die Band bildete sich 1968 auf Initiative des Millionärs Dick Gibson anlässlich von dessen (jährlich stattfindender) Colorado Jazz Party. Sie bestand zunächst aus Musikern der Lawson-Haggart-Band der 1950er Jahre und des Orchesters von Bob Crosby und kam jährlich mehrere Male zusammen, um auf Tournee zu gehen. Gründungsmitglieder waren Lawson, Haggart, Bob Wilber, Ralph Sutton und Billy Butterfield. Später gehörten zur Band neben Lawson und Haggart auch George Masso, Nick Fatool, Morey Feld, Johnny Mince, Bud Freeman, Peanuts Hucko, Nappy Lamare, Carl Fontana, Gus Johnson, Johnny Best, Bobby Rosengarden, Red Richards, Bob Havens oder Jim Galloway, aber auch Eddie Lockjaw Davis oder Jay McShann.
Die Band erlangte mit ihren Live-Auftritten und mit ihren Schallplatten zur Zeit ihrer Aktivität eine sehr große Popularität. Dies lag nicht nur an dem etwas großspurigen Namen, sondern auch an dem Potenzial erstrangiger Musiker, die zunächst in ihr spielten. Die Live-Mitschnitte aus der Massey Hall und der Carnegie Hall und frühe Studioaufnahmen wie Century Plaza, aber auch Plays Duke Ellington (1976) gelten als mustergültig. In den letzten Jahren ihres Bestehens kam es zu größeren Personalwechseln und Fluktuationen in der Besetzung, was sich negativ auf ihren musikalischen Standard auswirkte.